# SMS Falke (1884)
SMS Falke (SM Tb 42) – austro-węgierski torpedowiec z końca XIX wieku, druga jednostka typu Adler. Okręt został zwodowany w grudniu 1884 roku w brytyjskiej stoczni Yarrow w Poplar, po czym wszedł do służby w Kaiserliche und Königliche Kriegsmarine w 1886 roku. W 1910 roku nazwę jednostki zmieniono na oznaczenie numeryczne 42. Okręt został wycofany ze służby w 1911 roku, a następnie został zezłomowany.

## Projekt i budowa
SMS „Falke” był jednym z dwóch bliźniaczych torpedowców zamówionych w Wielkiej Brytanii. Oryginalny projekt został wykorzystany przy budowie brytyjskiego torpedowca HMS TB 80 .
Okręt zbudowany został w stoczni Yarrow w Poplar (numer stoczniowy 693) . Stępkę okrętu położono w 1884 roku, a zwodowany został w grudniu 1884 roku . Jednostka otrzymała nazwę drapieżnego ptaka – sokoła (niem. Falke).

## Dane taktyczno-techniczne
Okręt był niewielkim torpedowcem o długości całkowitej 41,2 metra, szerokości 4,2 metra i zanurzeniu 1,7 metra . Wyporność normalna wynosiła 95 ton, zaś pełna 100 ton . Okręt napędzany był przez maszynę parową o mocy 1300 KM, do której parę dostarczały dwa kotły lokomotywowe . Jednośrubowy układ napędowy pozwalał osiągnąć prędkość 22 węzły . Jednostka zabierała zapas 28 ton węgla.
Okręt wyposażony był w dwie dziobowe wyrzutnie torped kalibru 356 mm . Uzbrojenie artyleryjskie stanowiły dwa pojedyncze działka pokładowe kal. 37 mm SFK L/23 Hotchkiss .
Załoga okrętu składała się z 16 osób.

## Służba
W 1885 roku jednostka rozpoczęła próby morskie, podczas których osiągnęła prędkość ponad 23 węzły. Torpedowiec został wcielony do służby w Kaiserliche und Königliche Kriegsmarine w 1886 roku . W 1890 roku w marynarce austro-węgierskiej wprowadzono podział torpedowców na klasy, w wyniku którego „Falke” został przyporządkowany do I klasy. 22 lipca 1899 roku na „Falke” doszło do eksplozji kotła, w wyniku czego śmierć poniosło pięciu członków załogi. Okręt poddano remontowi i przebudowie, zmieniając m.in. taranowy dziób na prosty. Od 1905 roku jednostkę używano jako portową łódź strażniczą. W 1910 roku na podstawie zarządzenia o normalizacji nazw „Falke” utracił swą nazwę, zastąpioną numerem 42 . Okręt wycofano ze służby w 1911 roku, a następnie został zezłomowany.